# Morena ablacyjna
Morena ablacyjna – materiał skalny zgromadzony na powierzchni lodu lodowcowego wskutek ablacji (wytapiania) moreny powierzchniowej lub wewnętrznej. Morena ablacyjna charakteryzuje się różnorodnym materiałem frakcyjnym (iły, pyły, piaski, żwiry i głazy).
Topnienie ma tu przewagę nad śnieżnym zasileniem lodowca.